# Castellarano
Castellarano är en ort och kommun i provinsen Reggio Emilia i regionen Emilia-Romagna i Italien. Kommunen hade 15 346 invånare (2018).